# Jászvásári pogrom

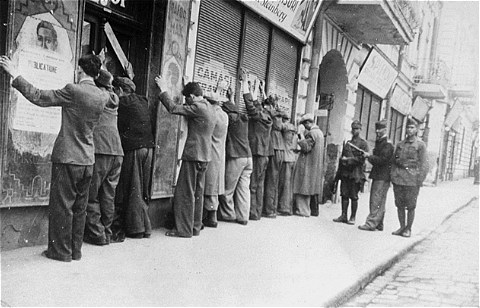
Letartóztatott zsidók a pogrom kezdetén

A jászvásári pogrom (románul: Pogromul de la Iaşi) egy 1941. június 27–29. között végrehajtott, felülről szervezett zsidóellenes pogrom volt a kelet-romániai Jászvásár (Iaşi) városában, amelynek során román adatok szerint 13 236 zsidó személyt öltek meg, ezzel egyike a valaha volt legvéresebb pogromoknak a zsidóság történelmében.

## Előzmények

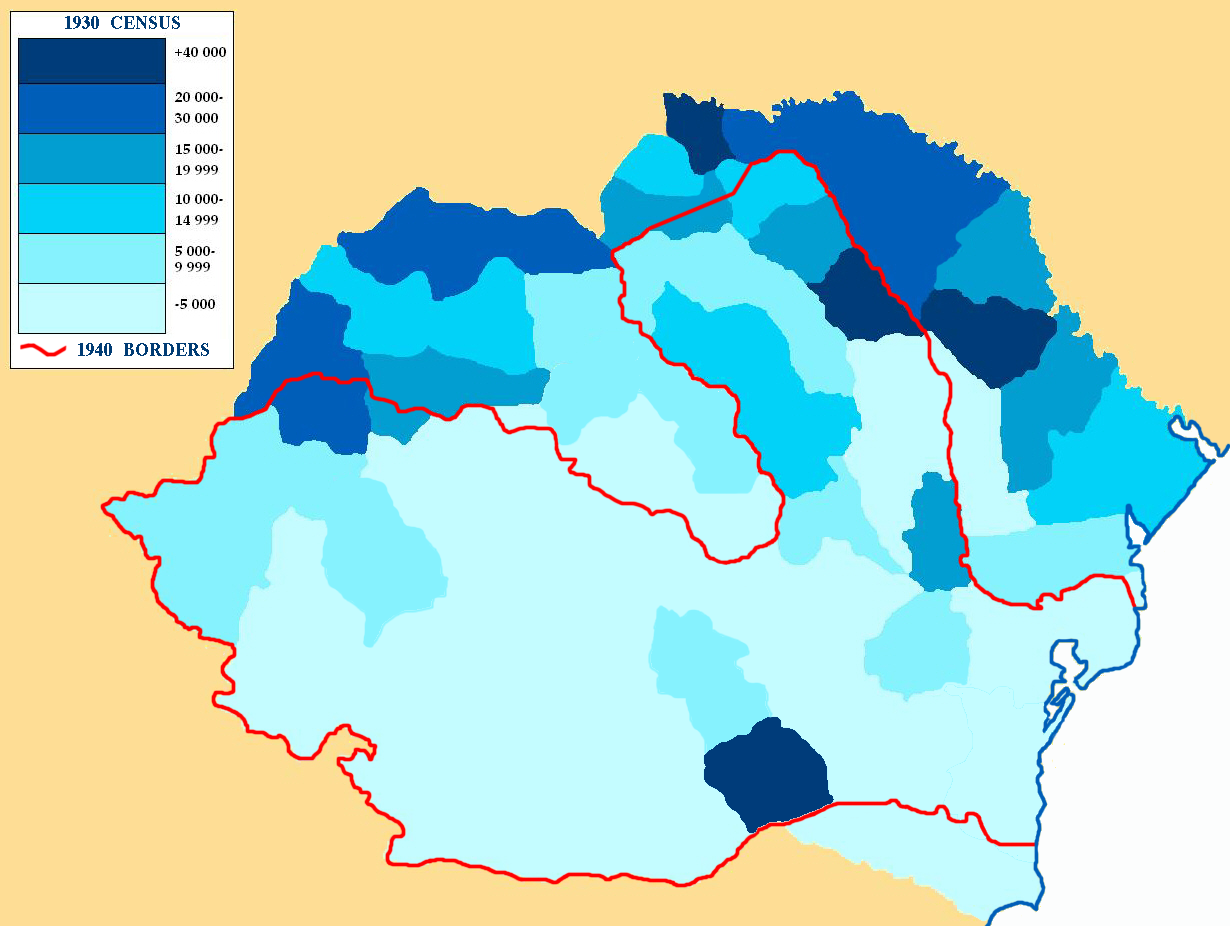
A zsidók száma megyénként Romániában az 1930-as népszámlálás szerint

Romániában (különösen annak északi részében), így Észak-Erdélyben, Bukovinában és Moldvában jelentős számú zsidó kisebbség élt a 19. század vége óta. Jászvásárban az 1930-as román népszámlálás 34 662 zsidót írt össze, amely a város akkori teljes népességének kb. 104 000-nek a 34%-át jelentette. Az ország 1939-től a Harmadik Birodalom egyik legfőbb európai szövetségese lett, vezére, Ion Antonescu szolgai módon kiszolgálta a német igényeket. Ennek nyomán egyre másra hozták meg a zsidóság jogait korlátozó intézkedéseket, fokozták az antiszemita propagandát.
1940-ben a Szovjetunió - összhangban a Molotov–Ribbentrop-paktummal - elfoglalta Besszarábiát (ma: Moldova), így Jászvásár a román-szovjet határ közvetlen közelébe került, igen nagy létszámú zsidósággal. 1941. június 22-én megkezdődött a német-szovjet háború, amibe Románia még aznap bekapcsolódott, hadat üzenve a Szovjetuniónak, mely háborúhoz óriási haderővel járult hozzá, sokkal többel mint amennyivel Magyarország és Szlovákia együttvéve.
Ion Antonescu 1941. június 27-én adta ki a parancsot a jászvásári helyőrség vezetője, Constantin Lupu őrnagy részére a pogrom végrehajtására. A telefonos felhívás szerint „Tisztítsa meg Jászvásárt a zsidó lakosságtól!” utasítással látta el az őrnagyot a feladat végrehajtására. Már a pogromot megelőzően eltervezték az akciót, egy héttel azelőtt már terjesztették azon híreket, miszerint a jászvásári zsidók tevékenyen segítették a város határában landolt szovjet ejtőernyősöket (Románia 1941. június 22-e óta hadban állt a Szovjetunióval), valamint a házakra felfestették, hogy ki a keresztény és ki a zsidó. A zsidó lakosokat arra kényszerítették, hogy árkokat ássanak a zsidó temetőben. Az állami média 1941. június 27-én hivatalosan is azzal vádolta a jászvásári zsidóságot, hogy az utcákon román rendőrökre és katonákra támadott.

## A pogrom végrehajtása

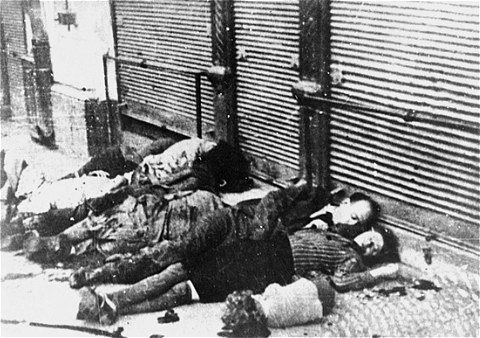
Meggyilkolt jászvásári zsidók 1941. június 29-én az utcán

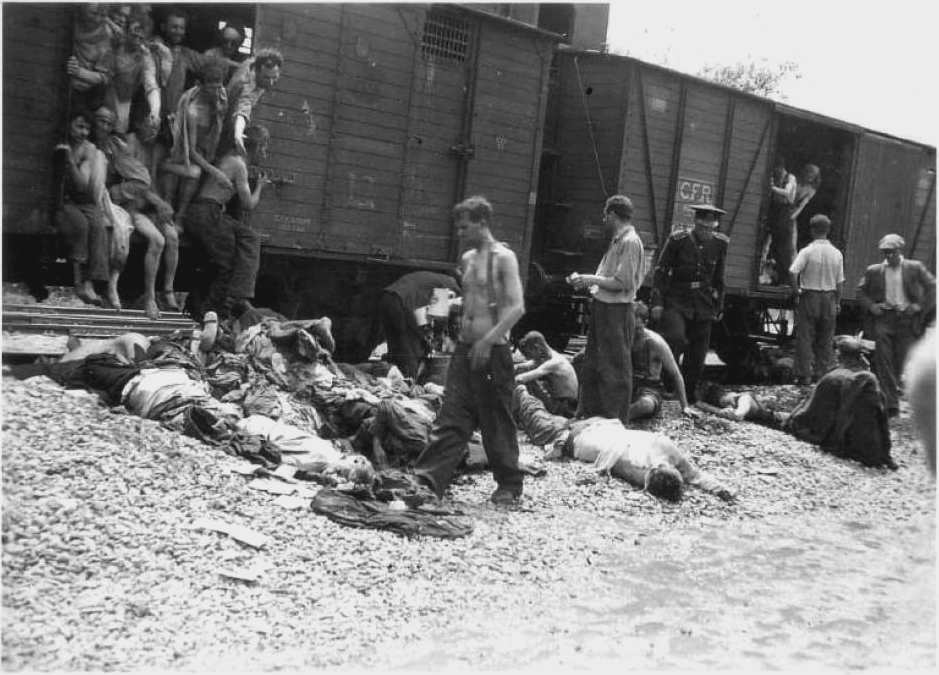
Egy „halálvonat” ajtajának felnyitása

A pogrom június 28–29. között tartott a legintenzívebben, de még az ezt követő napokban is zajlott. Főként rendőri, csendőri, valamint katonai egységek vettek részt az akcióban, amely kiterjedt az egész városra. A pogromban a fentebb felsoroltakon kívül részt vettek fiatal férfiak, a zsidó lakosok szomszédai, rosszul fizetett állami hivatalnokok, valamint a csőcselék is, akiket azzal uszítottak, hogy a gazdasági nehézségekért a zsidók a felelősek, mert árurejtegetők, uzsorások, sikkasztók, tolvajok. Az áldozatok nagy részét, kb. 8000 embert meggyilkolták a helyszínen, további kb. 5000-et letartóztattak, majd az úgynevezett halálvonatokra terelték őket, amelyek sokáig céltalanul bolyongtak az országban, a vagonokba zsúfolt emberek pedig több nap múltán vagy megfulladtak, vagy szomjan haltak. A hivatalos jelentés alapján 13 266 áldozatot azonosítottak. Más források szerint ez a szám 15 000 főt számlált.

## A népbírósági ítélet
A háború után, 1946-ban a román népbíróság 57 személyt fogott perbe a pogrom végrehajtása miatt, 22 civilt, 21 csendőrt, továbbá 12 katonai vezetőt. 165 tanú állt rendelkezésére a vádnak, többnyire a mészárlás egykori túlélői. A legtöbb vádlottat emberiesség elleni bűnökkel, valamint háborús bűnökkel vádolták meg. 23 fő (főleg a magasabb katonai vezetők) kaptak életfogytiglant kényszermunkával és 100 millió lejes kártérítéssel együtt. 12 vádlottat 20 évnyi kényszermunkára ítéltek. Ezen kívül több vádlottat is felmentettek, halálos ítélet nem született.

## Emlékezete
Jászvásárban emléktábla hirdeti a pogrom emlékét, valamint minden év június 27-én is megemlékeznek az eseményről. A pogrom 70. évfordulóján, 2011-ben Traian Băsescu államelnök is felszólalt.

## Fordítás
- Ez a szócikk részben vagy egészben az Iaşi pogrom című angol Wikipédia-szócikk ezen változatának fordításán alapul.  Az eredeti cikk szerkesztőit annak laptörténete sorolja fel. Ez a jelzés csupán a megfogalmazás eredetét és a szerzői jogokat jelzi, nem szolgál a cikkben szereplő információk forrásmegjelöléseként.